# Kjell N. Lindgren
Dr. Kjell Norwood Lindgren född i Taipei, Taiwan den 23 januari 1973, är en amerikansk rymdfarare, uttagen till Astronautgrupp 20 i juni 2009.
Han har gjort en långtidsflygning på rymdstationen ISS. Den 27 april 2022 påbörjade han sin andra långtidsflygning.

## Rymdfärder
- Sojuz TMA-17M, Expedition 44/45
- SpaceX Crew-4, Expedition 67/68